# Dactylanthus (plant)
Dactylanthus is een geslacht van parasitaire planten uit de familie Balanophoraceae. Het geslacht telt slechts een soort die endemisch is in Nieuw-Zeeland.

## Soorten
- Dactylanthus taylorii Hook.f.